# Уґо Буйла
Уґо Буйла (ісп. Hugo Buyla, нар. 8 березня 2005, Сарагоса) — екваторіальногвінейський футболіст, захисник італійського клубу «Сампдорія».
Виступав, зокрема, за клуб «Сампдорія», а також національну збірну Екваторіальної Гвінеї.

## Клубна кар'єра
Народився 8 березня 2005 року в місті Сарагоса.
У дорослому футболі дебютував 2023 року виступами за команду «Сампдорія», кольори якої захищає й донині.

## Виступи за збірну
У 2024 році дебютував в офіційних матчах у складі національної збірної Екваторіальної Гвінеї.
У складі збірної був учасником Кубка африканських націй 2023 року у Кот-д'Івуарі.
| Дата     | Місто  | Господарі            | Результат | Гості   | Турнір           | Голи | Примітки |
| -------- | ------ | -------------------- | --------- | ------- | ---------------- | ---- | -------- |
| 9-1-2024 | Малабо | Екваторіальна Гвінея | 1 – 1     | Джибуті | товариський матч | -    | 68'      |
| Усього   |        | Матчів               | 1         |         | Голів            | 0    |          |